# Морита — повелительница драконов
Морита — Повелительница драконов  (1983) — это научно-фантастический роман эпопеи "Всадники Перна" американской писательницы Энн МакКефри, входящий в дилогию "Древний Перн", в 1984 году роман был номинирован на премии «Хьюго» в номинации лучший роман.

## Описание сюжета
Идёт 1543 оборот. На Перне свирепствует смертельная болезнь, которая истребляет почти всё население Перна. Всё меньше и меньше остаётся драконьих всадников. Морита - Госпожа Форт Вейра, одна из немногих переболевших, теперь её задача спасти население, а самое главное всадников, и распространить вакцину в мелких холдах.
Следующий роман, История Нерилки, рассказывает о той же самой эпидемии с точки зрения Нерилки, дочери Лорда Форта.